# Lípy u Tabákového mlýna

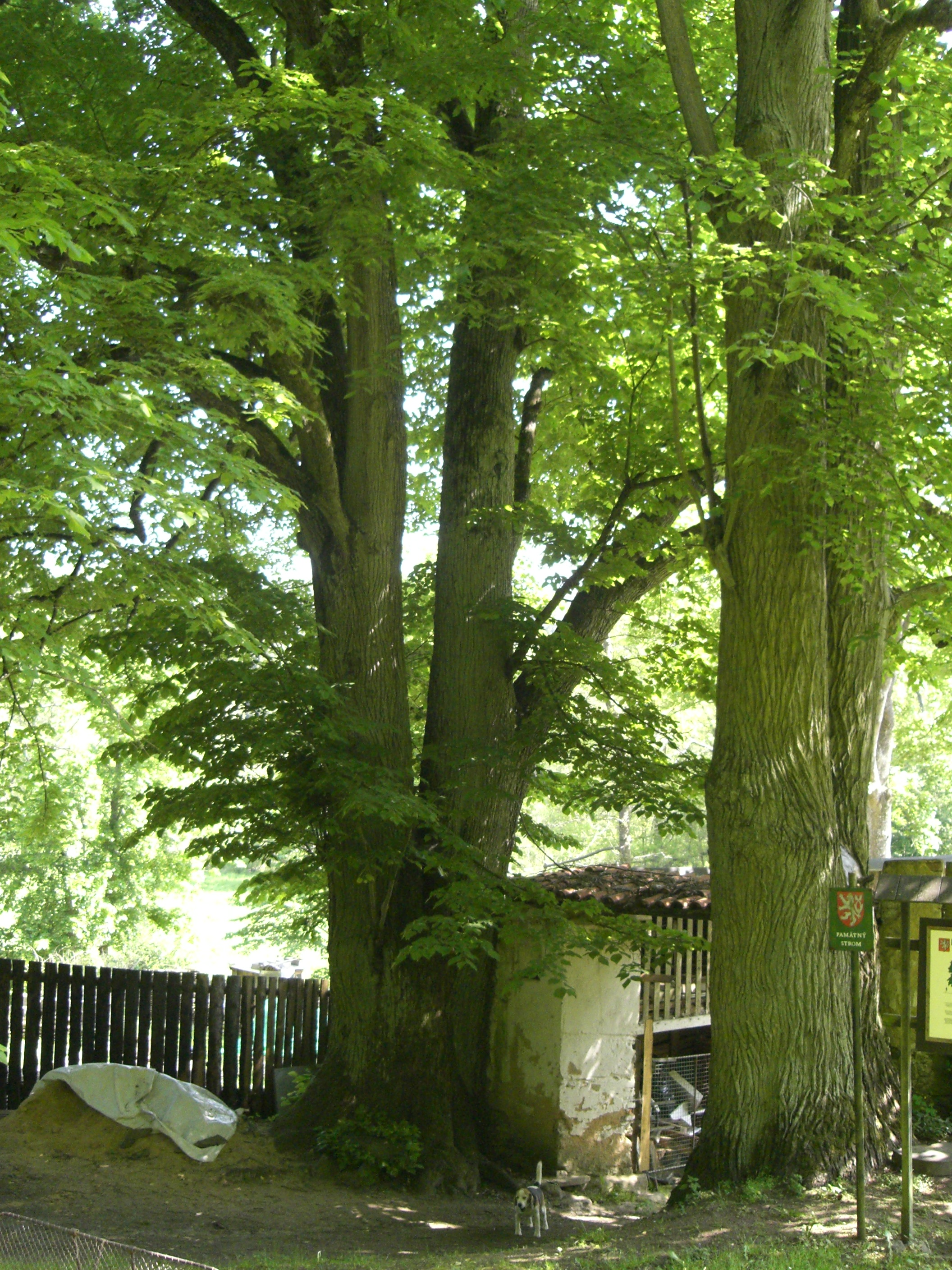
Pohled na kmeny stromů.

Lípy u Tabákového mlýna jsou památné stromy v katastrálním území Výškov u Chodové Plané městyse Chodová Planá, asi 4 kilometry severozápadně od Chodové Plané. Dvě lípy – malolistá (Tilia cordata) a velkolistá (Tilia platyphyllos) – rostou vlevo u vjezdu do Tabákového mlýna na pravém břehu v údolí Kosího potoka pod Lazurovým vrchem v nadmořské výšce 550 m. Jejich kmeny mají obvod 454 a 416 cm, koruny široké 25,5 a 30 m dosahují do výšky 29 a 33 m (měření 1993). Lípy jsou chráněny od roku 1983 pro svůj vzrůst a jako součást památky.

## Stromy v okolí
- Boněnovská lípa
- Lípa u Pístovského památníku
- Chodovoplánský dub